# Antiochos I Soter
Antiochos I Soter (tiếng Hy Lạp: Αντίοχος Α' Σωτήρ, tạm dịch là "Antiochos Vi cứu tinh ") là vị vua thứ hai của vương quốc Seleukos, thời Hy Lạp hóa. Ông cai trị từ năm 281 đến năm 261 TCN.

## Tiểu sử

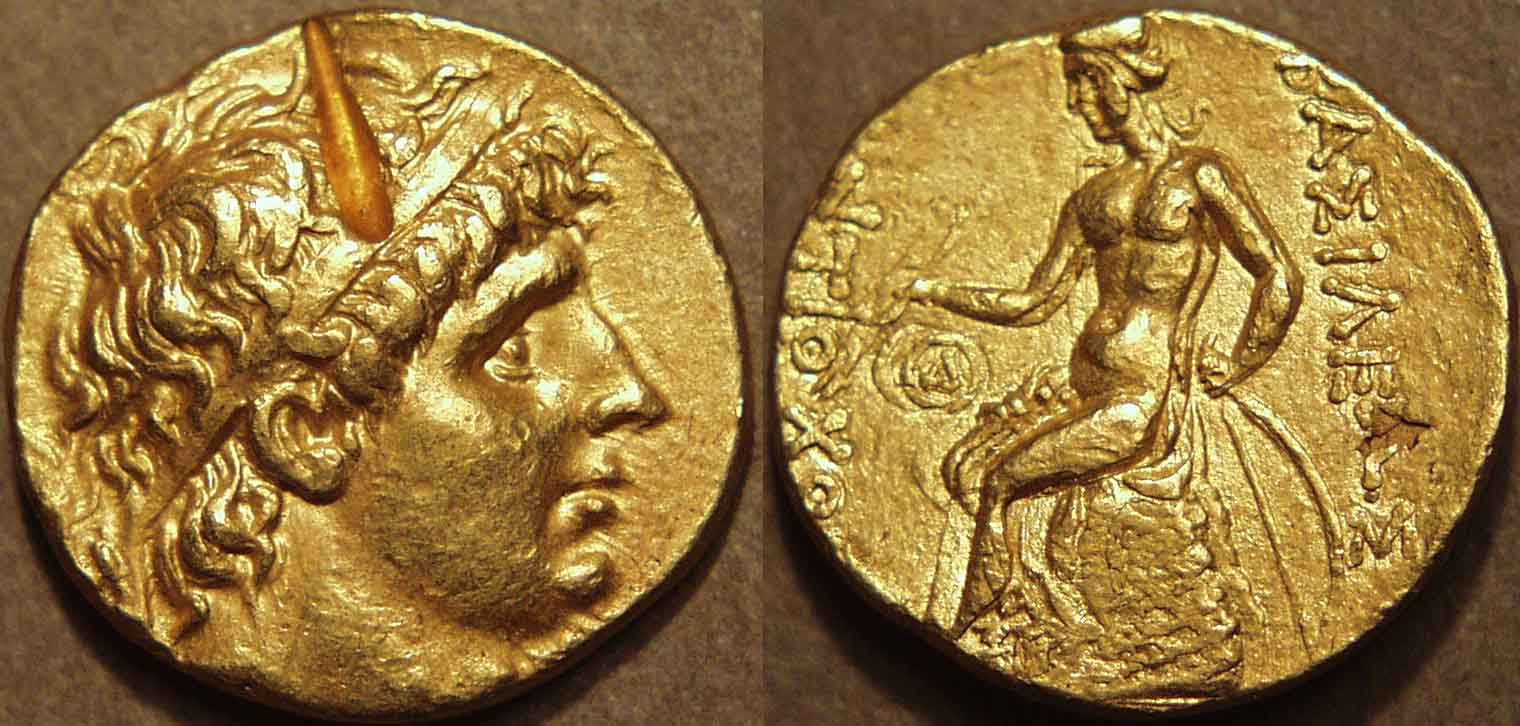
Đồng stater vàng của Antiochos I được đúc tại Ai-Khanoum, khoảng năm 275 TCN. Măj trước: Antiochos đội vương miện. Mặt sau: thần Apollo khỏa thân ngồi trên omphalos, dựa vào một cây cung và giữ hai mũi tên. Dòng chữ Hy Lạp: BAΣIΛEΩΣ ANTIOXOY (của vua Antiochos).

Antiochos I có một nửa dòng máu là người Ba Tư. Mẹ của ông, Apama là một trong những công chúa phương đông đã được Alexandros Đại đế ban tặng cho các vị tướng của mình để làm vợ vào năm 324 TCN. Vào năm 294 TCN, trước khi vua cha Seleukos I Nikator mất, Antiokhos đã cưới người mẹ kế của ông, Stratonike, con gái của Demetrios Poliorketes. Chính bản thân Seleukos đã gián tiếp tạo ra đám cưới này sau khi khám phá ra con trai của ông ta đang tương tư người mẹ kế. Stratonice sinh năm người con cho Antiochos: Seleukos, Laodice, Antiochos II Theos, sau này kế vị ông làm vua (Seleukos đã bị hành quyết sau một cuộc nổi loạn); Apama II, kết hôn với Magas, vua của Cyrene và Stratonice của Macedonia.
Vào thời điểm Seleukos bị ám sát, việc kiểm soát vương quốc là một vấn đề khó khăn. Một cuộc nổi loạn ở Syria nổ ra ngay lập tức. Antiochos đã sớm thiết lập hòa bình với kẻ đã giết cha ông là Ptolemaios Keraunos, từ bỏ ngay Macedonia và Thrace. Ở Tiểu Á, ông ta không thể chinh phục được Bithynia hoặc triều đại Ba Tư cai trị Cappadocia.
Vào năm 278 TCN, người Gaul tiến vào Tiểu Á, và một chiến thắng của ông trước những bộ lạc man rợ này được cho là nguồn gốc của danh hiệu Cứu tinh (tiếng Hy Lạp: Soter, tiếng Anh: Savoir) của ông.
Vào cuối năm 275 TCN, mâu thuẫn về vùng Coile - Syria giữa nhà Seleukos và nhà Ptolemaios bắt đầu từ cuộc phân chia các vùng đất vào năm 301 TCN đã dẫn đến xung đột (Cuộc chiến tranh Syria lần thứ nhất). Vùng đất này luôn nằm dưới sự cai quản của nhà Ptolemaios nhưng nhà Seleukos luôn đòi trả lại. Chiến tranh hầu như không thay đổi đường biên giới của hai vương quốc mặc dù các thành phố như Damascus và các vùng đất ven biển của Tiểu Á luôn thay đổi chủ.
Con trai cả của ông là Seleukos đã cai trị như là phó vương ở phía đông từ năm 275 TCN cho tới tận năm 268/267 TCN. Antiochos đã giết chết con trai cả của ông vài năm sau đó khi ông ta cầm đầu một cuộc nổi loạn (?). Khoảng năm 262 TCN, Antiochos đã gây chiến với thế lực đang mạnh lên là Pergamon, ông bị đánh đại bại gần Sardis và qua đời ngay sau đó. Người con trai thứ hai là Antiochos II Theos đã lên ngôi kế vị.